# Типикану (окръг, Индиана)
Окръг Типикану (на английски: Tippecanoe County) е окръг в щата Индиана, Съединени американски щати. Площта му е 1303 km², а населението е 186 251 души (1 април 2020). Административен център е град Лафайет.